# 歐大任
歐大任（1516年—1595年）字楨伯，號崙山。廣東順德陳村人。 

## 生平
正德十一年（1516年）出生，自幼好學，長於辭賦，並喜體育運動，擅長踢球、擊劍。十四歲時補歲貢生，師從黄佐，與梁有誉、黎民表、梁绍震等同學。八次鄉試均落榜。嘉靖四十二年（1563年），四十七歲時以歲貢生資格，試於大廷，列名一等。歷官江都训导、光州学正、邵武府学教授、国子监助教、大理寺评事等職務。萬曆十二年（1584年）以南京工部员外郎、郎中致仕歸里，好詩詞，與梁有譽、吳旦、黎民表和李時行号称“南园后五子”。萬曆二十三年乙未（1595年）去世，得年八十。著有《歐虞部文集》二十二卷、《百越先賢志》四卷、《旅燕集》等。

## 家族
父亲欧沙洲（？-1548年）。母亲孔氏（？-1571年）。弟大钧、大谟、大猷。

## 延伸阅读
[在维基数据编辑]
 《明史卷二百八十七》，出自《明史》